# Pieniądze płytowe
Pieniądze płytowe – miedziane szwedzkie pieniądze emitowane w latach 1644–1776 w formie płyt o masie mającej stanowić ekwiwalent wyrażonych nominalnie srebrnych monet talarowych, zgodnie ze stosunkiem wartości miedzi i srebra jak 100:1.
Przyczyną emisji pieniędzy płytowych była kontrybucja ogołacająca Szwecję ze srebra w rezultacie przegranej wojny kalmarskiej z Danią oraz duża produkcja miedzi w kopalni w Sater. W mennicy w Aweście odlano 10-talarówkę o wymiarach 70 x 30 x 1 cm i masie 19,71 kg, zaopatrzoną w stemple umieszczane na rogach – z 523 ton miedzi wyprodukowano 26 552 egzemplarze, z których tylko nieliczne weszły do obrotu rynkowego. 
W późniejszym okresie emitowano pieniądze płytowe o niższych nominałach: ½, ¾, 1, 1½, 2, 3, 4, 5, 8 talarów, a do emisji dopuszczano także osoby prywatne. 
W okresie III wojny północnej, bardzo rzadko pieniądze płytowe produkowano w mosiądzu. 
W XVIII w. na ograniczoną skalę emisji pieniędzy płytowych dokonywała Rosja.